# Montmorency (circonscription provinciale)
Pour les articles homonymes, voir Montmorency.
Circonscription électorale provinciale du Canada
Montmorency est une circonscription électorale provinciale du Québec située en partie dans la ville de Québec et en partie le long de la Côte de Beaupré. 
La population électorale (18 ans et plus) de la circonscription était de 57 069 électeurs en 2017. La superficie totale est d'environ 667,71 km2. La circonscription a été pendant 36 ans (1900-1936) représentée par le premier ministre libéral Louis-Alexandre Taschereau.

## Historique
Le district électoral de Montmorency apparaît pour la première fois en 1829 en tant que district de la Chambre d'assemblée du Bas-Canada. Il provient de la séparation du district de Northumberland en Montmorency et Saguenay. Son nom provient de la rivière Montmorency qui le traverse. Lors de la création de l'Assemblée législative de la province du Canada, le district de Montmorency est conservé et on y ajoute le territoire de l'île d'Orléans. À la confédération de 1867, Montmorency devient un des 65 districts provinciaux du Québec.
En 1972, le territoire de la circonscription est modifié quand toute sa partie nord, peu habitée, est partagée entre les circonscriptions de Charlesbourg et Lac-Saint-Jean, et que sa partie nord-est à partir de Sainte-Anne-de-Beaupré est envoyée dans Charlevoix. Par contre, la circonscription est agrandie dans sa partie urbaine au sud-ouest par l'ajout d'une partie de la ville de Giffard. À la refonte de la carte électorale de 1980, le secteur de Giffard (maintenant partie de Beauport) est cédé à la circonscription de Limoilou. Les modifications suivantes ont lieu en 1992, quand une autre partie de la ville de Beauport passe dans Limoilou, puis en 2001 quand toute la partie de Beauport située au sud de l'autoroute 40 est transférée dans Jean-Lesage, nouveau nom de Limoilou. 
En 2011, nouvelle réduction de territoire de Montmorency quand trois municipalités de la Côte de Beaupré, Boischatel, L'Ange-Gardien et Château-Richer, ainsi que toute l'île d'Orléans, sont transférées dans la nouvelle circonscription de Charlevoix–Côte-de-Beaupré.

## Territoire et limites
La circonscription de Montmorency comprend une partie de l'arrondissement Beauport de la ville de Québec ainsi que la municipalité de Sainte-Brigitte-de-Laval.

## Liste des députés
| Législature | Années       | Député              | Député                     | Parti                 |
| ----------- | ------------ | ------------------- | -------------------------- | --------------------- |
| Montmorency |              |                     |                            |                       |
| 1e          | 1867–1871    |                     | Joseph-Édouard Cauchon     | Conservateur          |
| 2e          | 1871–1874    |                     | Joseph-Édouard Cauchon     | Conservateur          |
| 2e          | 1874–1875    | Auguste-Réal Angers |                            | Conservateur          |
| 3e          | 1875–1878    | Auguste-Réal Angers |                            | Conservateur          |
| 4e          | 1878–1881    |                     | Charles Langelier          | Libéral               |
| 5e          | 1881–1886    |                     | Louis-Georges Desjardins   | Conservateur          |
| 6e          | 1886–1890    |                     | Louis-Georges Desjardins   | Conservateur          |
| 7e          | 1890–1892    |                     | Charles Langelier          | Libéral               |
| 8e          | 1892–1896    |                     | Thomas Chase Casgrain      | Conservateur          |
| 8e          | 1896–1897    | Édouard Bouffard    |                            | Conservateur          |
| 9e          | 1897–1900    | Édouard Bouffard    |                            | Conservateur          |
| 10e         | 1900–1904    |                     | Louis-Alexandre Taschereau | Libéral               |
| 11e         | 1904–1908    |                     | Louis-Alexandre Taschereau | Libéral               |
| 12e         | 1908–1912    |                     | Louis-Alexandre Taschereau | Libéral               |
| 13e         | 1912–1916    |                     | Louis-Alexandre Taschereau | Libéral               |
| 14e         | 1916–1919    |                     | Louis-Alexandre Taschereau | Libéral               |
| 15e         | 1919–1923    |                     | Louis-Alexandre Taschereau | Libéral               |
| 16e         | 1923–1927    |                     | Louis-Alexandre Taschereau | Libéral               |
| 17e         | 1927–1931    |                     | Louis-Alexandre Taschereau | Libéral               |
| 18e         | 1931–1935    |                     | Louis-Alexandre Taschereau | Libéral               |
| 19e         | 1935–1936    |                     | Louis-Alexandre Taschereau | Libéral               |
| 20e         | 1936–1939    |                     | Joseph-Félix Roy           | Union nationale       |
| 21e         | 1939–1944    |                     | Jacques Dumoulin           | Libéral               |
| 22e         | 1944–1948    |                     | Jacques Dumoulin           | Libéral               |
| 23e         | 1948–1952    |                     | Yves Prévost               | Union nationale       |
| 24e         | 1952–1956    |                     | Yves Prévost               | Union nationale       |
| 25e         | 1956–1960    |                     | Yves Prévost               | Union nationale       |
| 26e         | 1960–1962    |                     | Yves Prévost               | Union nationale       |
| 27e         | 1962–1966    | Albert Gervais      |                            | Union nationale       |
| 28e         | 1966–1968    | Gaston Tremblay     |                            | Union nationale       |
| 28e         | 1968–1969    | Gaston Tremblay     |                            | Indépendant           |
| 28e         | 1969–1970    | Gaston Tremblay     |                            | Ralliement créditiste |
| 29e         | 1970–1973    |                     | Louis Vézina               | Libéral               |
| 30e         | 1973–1976    | Marcel Bédard       |                            | Libéral               |
| 31e         | 1976–1981    |                     | Clément Richard            | Parti québécois       |
| 32e         | 1981–1985    |                     | Clément Richard            | Parti québécois       |
| 33e         | 1985–1989    |                     | Yves Séguin                | Libéral               |
| 34e         | 1989–1990    |                     | Yves Séguin                | Libéral               |
| 34e         | 1991–1994    |                     | Jean Filion                | Parti québécois       |
| 35e         | 1994–1995    |                     | Jean Filion                | Parti québécois       |
| 35e         | 1995–1998    |                     | Jean Filion                | Indépendant           |
| 36e         | 1998–2003    |                     | Jean-François Simard       | Parti québécois       |
| 37e         | 2003–2007    |                     | Raymond Bernier            | Libéral               |
| 38e         | 2007–2008    |                     | Hubert Benoit              | Action démocratique   |
| 39e         | 2008–2012    |                     | Raymond Bernier            | Libéral               |
| 40e         | 2012–2014    |                     | Michelyne C. St-Laurent    | Coalition avenir      |
| 41e         | 2014–2018    |                     | Raymond Bernier            | Libéral               |
| 42e         | 2018–2022    |                     | Jean-François Simard       | Coalition avenir      |
| 43e         | 2022–présent |                     | Jean-François Simard       | Coalition avenir      |

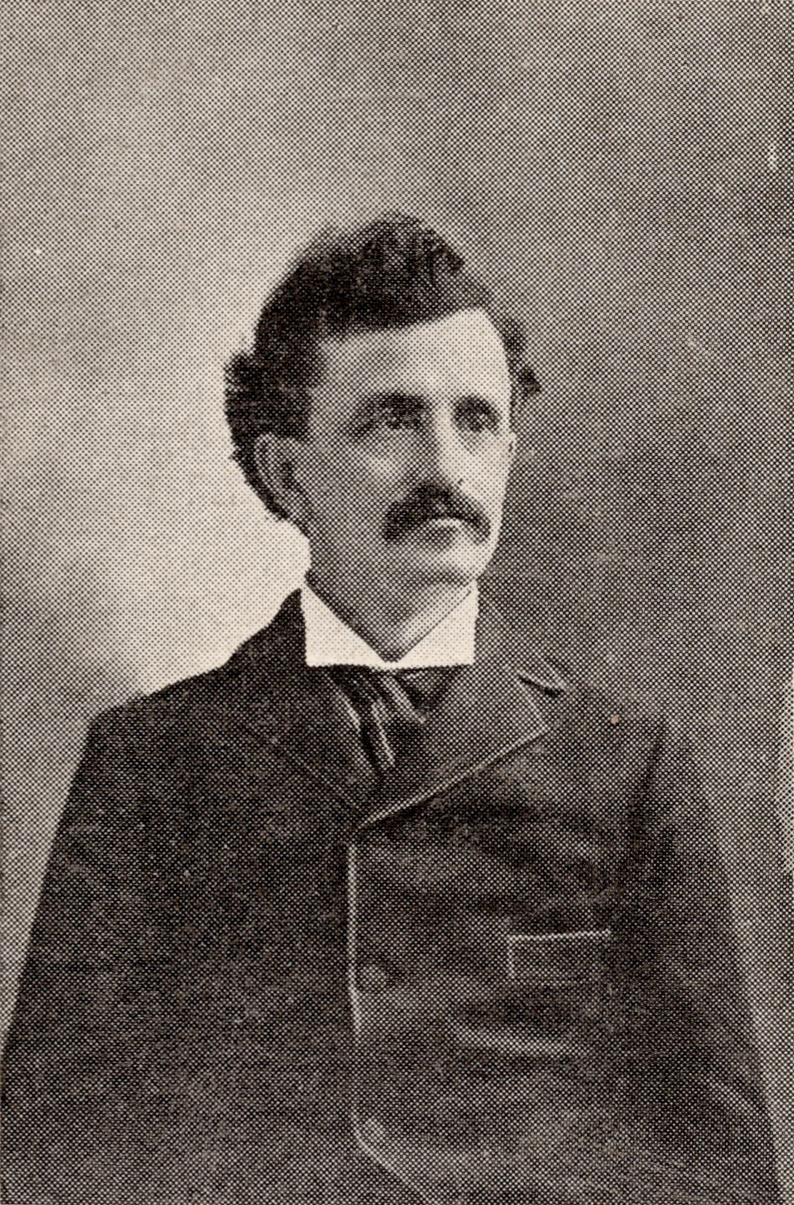
Édouard Bouffard est député de 1896 à 1900 pour le Parti libéral du Québec.
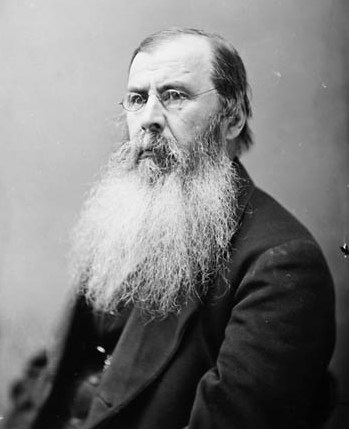
Joseph Edouard Cauchon est député de 1867 à 1874 pour le Parti conservateur du Québec.
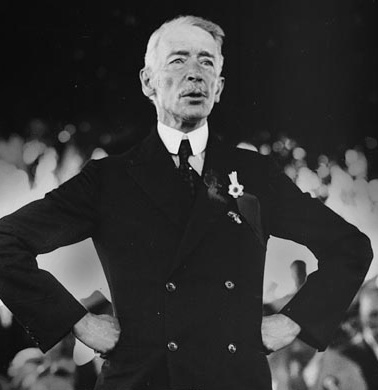
Louis-Alexandre Taschereau est député de 1900 à 1936 pour le Parti libéral du Québec et Premier ministre du Québec de 1920 à 1936.
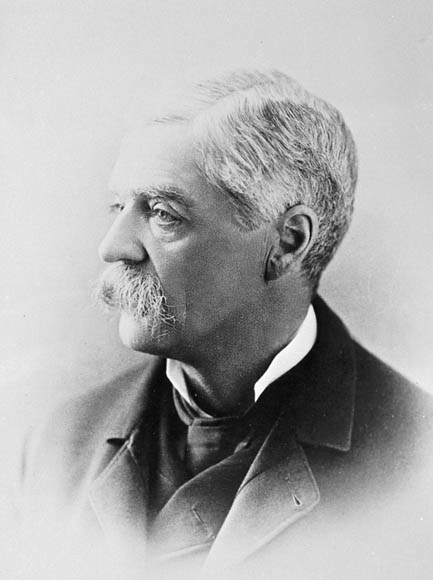
Auguste-Réal Angers est député de 1874 à 1878 pour le Parti conservateur du Québec.
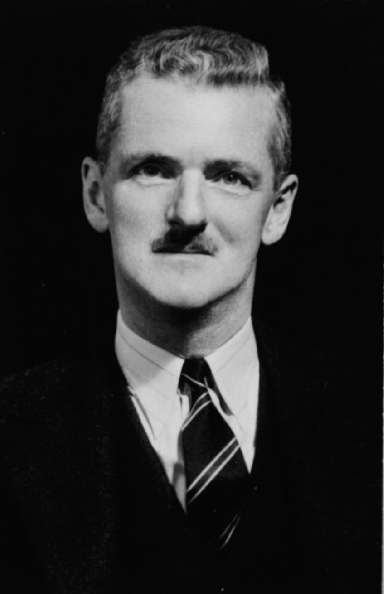
Jacques Dumoulin est député de 1939 à 1948 pour le Parti libéral du Québec.
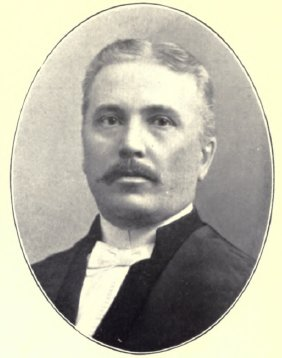
Charles Langelier est député de 1878 à 1881 et de 1890 à 1892 pour le Parti libéral du Québec.
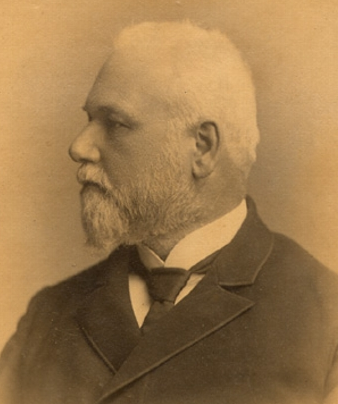
Louis-Georges Desjardins est député de 1881 à 1890 pour le Parti conservateur du Québec.
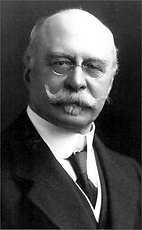
Thomas Chase-Casgrain est député de 1892 à 1896 pour le Parti conservateur du Québec.

## Résultats électoraux

### Évolution pour les principaux partis
| |
| - Union nationale (ancien) - Parti libéral - Crédit social (ancien) - Parti québécois - Action démocratique (ancien) - Québec solidaire - Coalition avenir - Parti conservateur |

### Résultats détaillés
|                                                                                               | Nom                            | Parti              | Nombre de voix | %      | Maj.  |
| --------------------------------------------------------------------------------------------- | ------------------------------ | ------------------ | -------------- | ------ | ----- |
|                                                                                               | Jean-François Simard (sortant) | Coalition avenir   | 19 124         | 45,2 % | 8 093 |
|                                                                                               | Mylene Bouchard                | Conservateur       | 11 031         | 26,1 % | -     |
|                                                                                               | Annie-Pierre Bélanger          | Québec solidaire   | 5 100          | 12 %   | -     |
|                                                                                               | Cynthia Therrien               | Parti québécois    | 4 773          | 11,3 % | -     |
|                                                                                               | Mustapha Berri                 | Libéral            | 1 969          | 4,7 %  | -     |
|                                                                                               | Nicholas Lescarbeau            | Vert               | 274            | 0,6 %  | -     |
|                                                                                               | Jean Bédard                    | Marxiste-léniniste | 55             | 0,1 %  | -     |
| Total                                                                                         | Total                          | Total              | 42 326         | 100 %  |       |
| Le taux de participation lors de l'élection était de 73,9 % et 494 bulletins ont été rejetés. |                                |                    |                |        |       |

|                                                                                             | Nom                        | Parti              | Nombre de voix | %      | Maj.   |
| ------------------------------------------------------------------------------------------- | -------------------------- | ------------------ | -------------- | ------ | ------ |
|                                                                                             | Jean-François Simard       | Coalition avenir   | 20 233         | 50,9 % | 12 836 |
|                                                                                             | Marie-France Trudel        | Libéral            | 7 397          | 18,6 % | -      |
|                                                                                             | Marie-Christine Lamontagne | Québec solidaire   | 5 225          | 13,1 % | -      |
|                                                                                             | Alexandre Huot             | Parti québécois    | 4 221          | 10,6 % | -      |
|                                                                                             | Daniel Beaulieu            | Conservateur       | 1 507          | 3,8 %  | -      |
|                                                                                             | Jean-François Simard       | Indépendant        | 561            | 1,4 %  | -      |
|                                                                                             | Nicholas Lescarbeau        | Vert               | 558            | 1,4 %  | -      |
|                                                                                             | Jean Bédard                | Marxiste-léniniste | 69             | 0,2 %  | -      |
| Total                                                                                       | Total                      | Total              | 39 771         | 100 %  |        |
| Le taux de participation lors de l'élection était de 71 % et 802 bulletins ont été rejetés. |                            |                    |                |        |        |

|                                                                                               | Nom                               | Parti            | Nombre de voix | %      | Maj.  |
| --------------------------------------------------------------------------------------------- | --------------------------------- | ---------------- | -------------- | ------ | ----- |
|                                                                                               | Raymond Bernier                   | Libéral          | 17 113         | 40,4 % | 2 790 |
|                                                                                               | Michelyne C. St-Laurent (sortant) | Coalition avenir | 14 323         | 33,8 % | -     |
|                                                                                               | Michel Guimond                    | Parti québécois  | 7 242          | 17,1 % | -     |
|                                                                                               | Jean-Pierre Duchesneau            | Québec solidaire | 1 981          | 4,7 %  | -     |
|                                                                                               | Adrien D. Pouliot                 | Conservateur     | 1 015          | 2,4 %  | -     |
|                                                                                               | Marielle Parent                   | Vert             | 407            | 1 %    | -     |
|                                                                                               | Jean Bouchard                     | Option nationale | 255            | 0,6 %  | -     |
| Total                                                                                         | Total                             | Total            | 42 336         | 100 %  |       |
| Le taux de participation lors de l'élection était de 76,5 % et 476 bulletins ont été rejetés. |                                   |                  |                |        |       |

|                                                                                               | Nom                       | Parti                        | Nombre de voix | %      | Maj.  |
| --------------------------------------------------------------------------------------------- | ------------------------- | ---------------------------- | -------------- | ------ | ----- |
|                                                                                               | Michelyne C. St-Laurent   | Coalition avenir             | 16 239         | 38,5 % | 2 122 |
|                                                                                               | Raymond Bernier (sortant) | Libéral                      | 14 117         | 33,5 % | -     |
|                                                                                               | Michel Létourneau         | Parti québécois              | 8 736          | 20,7 % | -     |
|                                                                                               | Lucie Charbonneau         | Québec solidaire             | 1 460          | 3,5 %  | -     |
|                                                                                               | Jean Bouchard             | Option nationale             | 755            | 1,8 %  | -     |
|                                                                                               | Martin Roussel            | Indépendant                  | 517            | 1,2 %  | -     |
|                                                                                               | Maryse Belley             | Équipe autonomiste           | 155            | 0,4 %  | -     |
|                                                                                               | Luc Duranleau             | Parti indépendantiste (2008) | 99             | 0,2 %  | -     |
|                                                                                               | Jean Lavoie               | Union citoyenne              | 84             | 0,2 %  | -     |
| Total                                                                                         | Total                     | Total                        | 42 162         | 100 %  |       |
| Le taux de participation lors de l'élection était de 77,8 % et 559 bulletins ont été rejetés. |                           |                              |                |        |       |

|                                                                                               | Nom                     | Parti                        | Nombre de voix | %      | Maj.  |
| --------------------------------------------------------------------------------------------- | ----------------------- | ---------------------------- | -------------- | ------ | ----- |
|                                                                                               | Raymond Bernier         | Libéral                      | 12 536         | 36,5 % | 1 101 |
|                                                                                               | Hubert Benoit (sortant) | Action démocratique          | 11 435         | 33,3 % | -     |
|                                                                                               | Jacques Nadeau          | Parti québécois              | 8 788          | 25,6 % | -     |
|                                                                                               | Lucie Charbonneau       | Québec solidaire             | 711            | 2,1 %  | -     |
|                                                                                               | Jacques Legros          | Vert                         | 690            | 2 %    | -     |
|                                                                                               | Luc Duranleau           | Parti indépendantiste (2008) | 153            | 0,4 %  | -     |
| Total                                                                                         | Total                   | Total                        | 34 313         | 100 %  |       |
| Le taux de participation lors de l'élection était de 64,5 % et 414 bulletins ont été rejetés. |                         |                              |                |        |       |

|                                                                                             | Nom                       | Parti                 | Nombre de voix | %      | Maj.   |
| ------------------------------------------------------------------------------------------- | ------------------------- | --------------------- | -------------- | ------ | ------ |
|                                                                                             | Hubert Benoit             | Action démocratique   | 20 796         | 51,6 % | 11 672 |
|                                                                                             | Raymond Bernier (sortant) | Libéral               | 9 124          | 22,6 % | -      |
|                                                                                             | Daniel Leblond            | Parti québécois       | 8 171          | 20,3 % | -      |
|                                                                                             | Julien Rodrigue           | Vert                  | 1 172          | 2,9 %  | -      |
|                                                                                             | Jacques Legros            | Québec solidaire      | 772            | 1,9 %  | -      |
|                                                                                             | François Martin           | Indépendant           | 157            | 0,4 %  | -      |
|                                                                                             | Denise Jetté-Cloutier     | Démocratie chrétienne | 149            | 0,4 %  | -      |
| Total                                                                                       | Total                     | Total                 | 40 341         | 100 %  |        |
| Le taux de participation lors de l'élection était de 78 % et 261 bulletins ont été rejetés. |                           |                       |                |        |        |

|                                                                                               | Nom                            | Parti               | Nombre de voix | %      | Maj.  |
| --------------------------------------------------------------------------------------------- | ------------------------------ | ------------------- | -------------- | ------ | ----- |
|                                                                                               | Raymond Bernier                | Libéral             | 13 708         | 36,8 % | 1 887 |
|                                                                                               | Jean-François Paquet           | Action démocratique | 11 821         | 31,7 % | -     |
|                                                                                               | Jean-François Simard (sortant) | Parti québécois     | 11 226         | 30,1 % | -     |
|                                                                                               | Magali Paquin                  | UFP                 | 517            | 1,4 %  | -     |
| Total                                                                                         | Total                          | Total               | 37 272         | 100 %  |       |
| Le taux de participation lors de l'élection était de 77,1 % et 392 bulletins ont été rejetés. |                                |                     |                |        |       |

|                                                                                               | Nom                   | Parti                 | Nombre de voix | %      | Maj.  |
| --------------------------------------------------------------------------------------------- | --------------------- | --------------------- | -------------- | ------ | ----- |
|                                                                                               | Jean-François Simard  | Parti québécois       | 19 946         | 45,2 % | 5 128 |
|                                                                                               | Jacques Langlois      | Libéral               | 14 818         | 33,6 % | -     |
|                                                                                               | Yves Leclerc          | Action démocratique   | 7 154          | 16,2 % | -     |
|                                                                                               | Jean Filion (sortant) | Indépendant           | 1 774          | 4 %    | -     |
|                                                                                               | Linda Fick            | Démocratie socialiste | 267            | 0,6 %  | -     |
|                                                                                               | Jean Bédard           | Marxiste-léniniste    | 204            | 0,5 %  | -     |
| Total                                                                                         | Total                 | Total                 | 44 163         | 100 %  |       |
| Le taux de participation lors de l'élection était de 80,7 % et 481 bulletins ont été rejetés. |                       |                       |                |        |       |

|                                                                                               | Nom                        | Parti              | Nombre de voix | %      | Maj.   |
| --------------------------------------------------------------------------------------------- | -------------------------- | ------------------ | -------------- | ------ | ------ |
|                                                                                               | Jean Filion                | Parti québécois    | 22 734         | 55,7 % | 13 068 |
|                                                                                               | France Lefrançois Bouchard | Libéral            | 9 666          | 23,7 % | -      |
|                                                                                               | Jean-Marie Fiset           | NPD Québec         | 2 875          | 7 %    | -      |
|                                                                                               | Jacques Noël               | Indépendant        | 2 494          | 6,1 %  | -      |
|                                                                                               | Martin Garant              | Indépendant        | 1 371          | 3,4 %  | -      |
|                                                                                               | Jacques Simard             | Indépendant        | 962            | 2,4 %  | -      |
|                                                                                               | Julie Cormier              | Loi naturelle      | 534            | 1,3 %  | -      |
|                                                                                               | Jean Bédard                | Marxiste-léniniste | 150            | 0,4 %  | -      |
| Total                                                                                         | Total                      | Total              | 40 786         | 100 %  |        |
| Le taux de participation lors de l'élection était de 80,7 % et 944 bulletins ont été rejetés. |                            |                    |                |        |        |

|                                                                                               | Nom                  | Parti           | Nombre de voix | %      | Maj.  |
| --------------------------------------------------------------------------------------------- | -------------------- | --------------- | -------------- | ------ | ----- |
|                                                                                               | Jean Filion          | Parti québécois | 13 588         | 54,3 % | 5 439 |
|                                                                                               | Claude Desjardins    | Libéral         | 8 149          | 32,6 % | -     |
|                                                                                               | Jean Ouimet          | Vert            | 1 658          | 6,6 %  | -     |
|                                                                                               | Jean-François Sirois | NPD Québec      | 1 169          | 4,7 %  | -     |
|                                                                                               | Jolly Taylor         | Indépendant     | 439            | 1,8 %  | -     |
| Total                                                                                         | Total                | Total           | 25 003         | 100 %  |       |
| Le taux de participation lors de l'élection était de 55,3 % et 595 bulletins ont été rejetés. |                      |                 |                |        |       |

|                                                                                               | Nom                       | Parti                 | Nombre de voix | %      | Maj. |
| --------------------------------------------------------------------------------------------- | ------------------------- | --------------------- | -------------- | ------ | ---- |
|                                                                                               | Louis Vézina              | Libéral               | 9 714          | 32,6 % | 40   |
|                                                                                               | Gaston Tremblay (sortant) | Ralliement créditiste | 9 674          | 32,5 % | -    |
|                                                                                               | J.-Eugène Houde           | Union nationale       | 6 337          | 21,3 % | -    |
|                                                                                               | Gérard Langlois           | Parti québécois       | 3 729          | 12,5 % | -    |
|                                                                                               | Jean-Guy Bolduc           | Indépendant           | 300            | 1 %    | -    |
| Total                                                                                         | Total                     | Total                 | 29 754         | 100 %  |      |
| Le taux de participation lors de l'élection était de 87,4 % et 657 bulletins ont été rejetés. |                           |                       |                |        |      |